# Koratagere
Koratagere là một thị xã panchayat của quận Tumkur thuộc bang Karnataka, Ấn Độ.

## Địa lý
Koratagere có vị trí 13°31′B 77°14′Đ / 13,52°B 77,23°Đ Nó có độ cao trung bình là 750 mét (2460 feet).

## Nhân khẩu
Theo điều tra dân số năm 2001 của Ấn Độ, Koratagere có dân số 13.638 người. Phái nam chiếm 51% tổng số dân và phái nữ chiếm 49%. Koratagere có tỷ lệ 71% biết đọc biết viết, cao hơn tỷ lệ trung bình toàn quốc là 59,5%: tỷ lệ cho phái nam là 77%, và tỷ lệ cho phái nữ là 65%. Tại Koratagere, 11% dân số nhỏ hơn 6 tuổi.